# Hunza (księstwo)
Hunza (urdu ہنزہ, bsk. Hunzo) – historyczne księstwo położone w dolinie rzeki Hunza w zachodniej części Karakorum, zamieszkałe głównie przez Buruszów i niewielką grupę Wachów i innych osiedleńców. Historycznie graniczyło na południu i południowym zachodzie z księstwem Nagiru, na północy z chińskim regionem Sinciang, a na zachodzie okresowo z księstwem Chitralu i Afganistanem.
Początki państwowości, podobnie jak pochodzenie Buruszów i języka buruszaski, którym się posługują, pozostają przedmiotem naukowej spekulacji; aczkolwiek według najnowszych badań, teza opracowana przez niemieckiego językoznawcę J.H. Holsta udowadnia pokrewieństwo pomiędzy buruszaski a językami kartwelskimi, a zatem łączność pomiędzy Buruszami a południowymi regionami Kaukazu. Księstwo Hunzy położone w trudno dostępnej, wysokogórskiej dolinie znalazło się w orbicie spraw międzynarodowych dopiero w XIX w. podczas brytyjsko-rosyjsko-chińskiego współzawodnictwa o wpływy na górskich obszarach Azji Środkowej. Do 1891 r. niezależne, choć uznające zwierzchniość Chin, od grudnia 1891 r. w znalazło się w wyniku brytyjskiej akcji militarnej pod rządami pośrednimi Brytyjskiego Imperium. W 1947 r., w chwili rozpadu Indii Brytyjskich, opowiedziało się za przynależnością do części Kaszmiru zajętej przez Pakistan, utrzymując status autonomicznego księstwa i tworząc wspólnie z jeszcze kilkoma księstwami i innymi dystryktami jednostkę administracyjną Terytoria Północne; od 1970 r. włączone do regionu Gilgit-Baltistan. We wrześniu 1974 r. premier Pakistanu Zulfikar Ali Bhutto postanowił mocą dekretu o rozwiązaniu Hunzy jako niezależnego księstwa i nadaniu jej wraz z byłym księstwem Nagiru statusu dystryktu o nazwie Hunza-Nagar District.
Księstwo Hunza rozciągało się na zdatnych do zasiedlenia i uprawy terenach w środkowym biegu rzeki Hunza, zagarniając z czasem położone wyżej doliny, by w 1972 r. liczyć ok. 26,5 tys. mieszkańców. Władcą Hunzy był rządzący autokratycznie tham (w języku buruszaski), nominalnie wspomagany przez wezyra (bsk. wazīr), i otoczony przez wielmożów (bsk. guśpúr i uyóṅko) oraz ich liczne rodziny; siedzibą władzy do połowy lat 40. XX w. była twierdza Baltit Fort, wznosząca się ponad historyczną miejscowością Baltit (dziś Karimabad). W czasach poprzedzających przejście pod administrację Imperium Brytyjskiego, do lat 90. XIX w., mieszkańcy Hunzy skupiali się w ufortyfikowanych wioskach (bsk. khan) i trudnili rolnictwem i sadownictwem, sezonowym wypasem bydła, a także rozbojem i handlem niewolnikami. W rezultacie ułagodzenia relacji z sąsiadującymi księstwami (przede wszystkim Nagirem) i ogólnego wzrostu bezpieczeństwa pod brytyjskim zarządem osady w Hunzie rozrosły się poza wcześniejsze granice i powstały nowe, nieufortyfikowane osiedla.

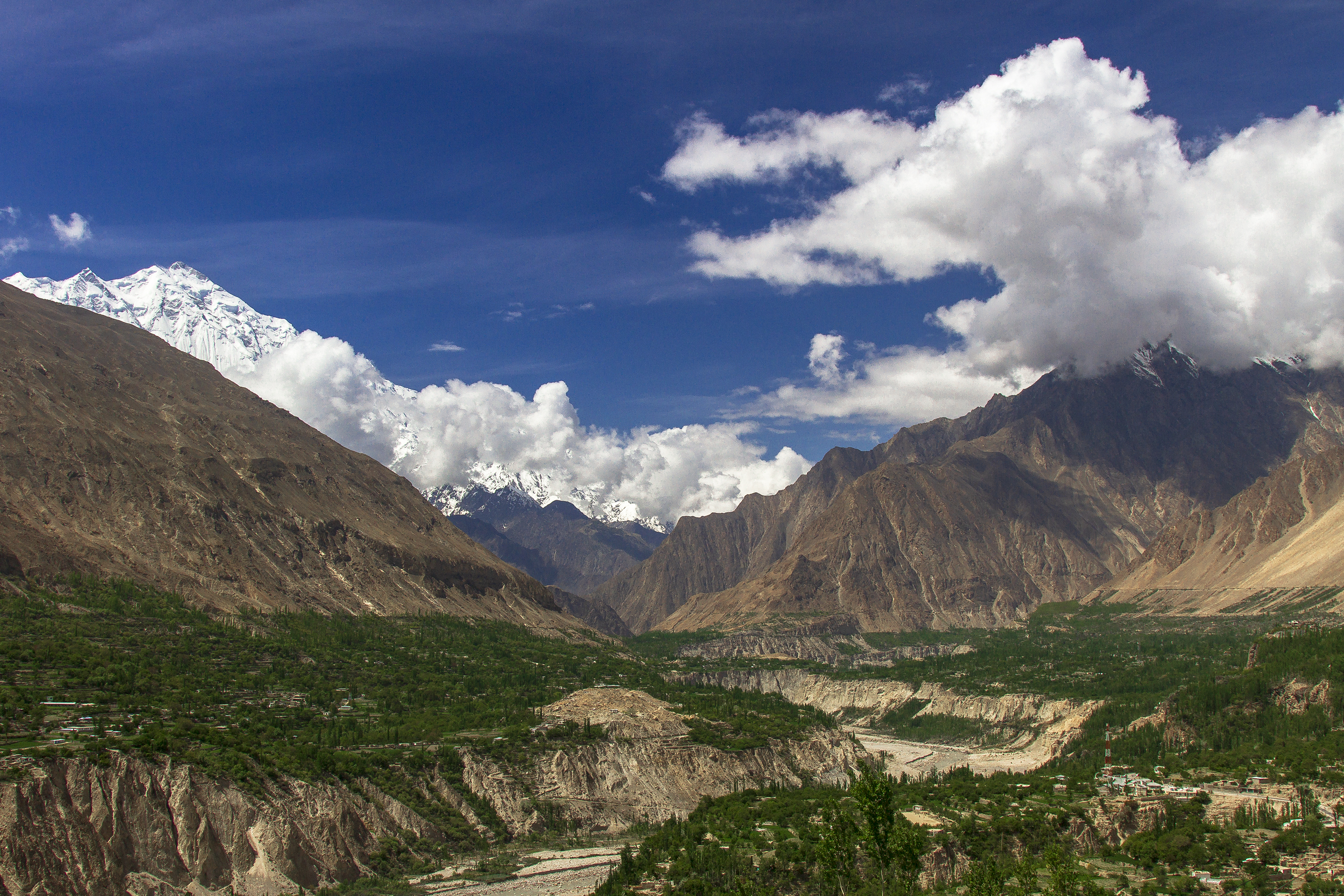
Hunza i Nagir w środkowym biegu rzeki Hunza, w tle Rakaposhi (7788 m n.p.m.)

Rolniczo-pasterska gospodarka księstwa Hunza oparta była na systemie nawadniającym wodą spływającą z lodowców tarasów zbudowanych na wypłaszczonej części doliny. Ilość produkowanej żywności wystarczała zaledwie na okres od zbiorów do zbiorów; nie było też wymiany towarowej z regionami poza Doliną Hunzy, nawet w przypadku obfitości owoców i orzechów (morele, jabłka, morwa, orzechy włoskie), głównie z powodu ograniczonych warunkami terenowymi trudności transportowych. Zmian, jakie przyniosła budowa szosy karakorumskiej, ukończonej na odcinku w pobliżu Karimabad w latach 1972-79, doświadczył dystrykt Hunza dopiero pod administracją pakistańską. W ostatniej dekadzie istnienia księstwa zaczęła rozwijać się turystyka, dynamicznie promowana przez jego władcę i wspierana przez Aga Chana IV m.in. poprzez reklamowanie mitu długowieczności mieszkańców Doliny Hunzy, ale płynące z niej korzyści pozostawały przeważnie do wyłącznej dyspozycji kręgu wokół rodziny mīr Jamala Chana.

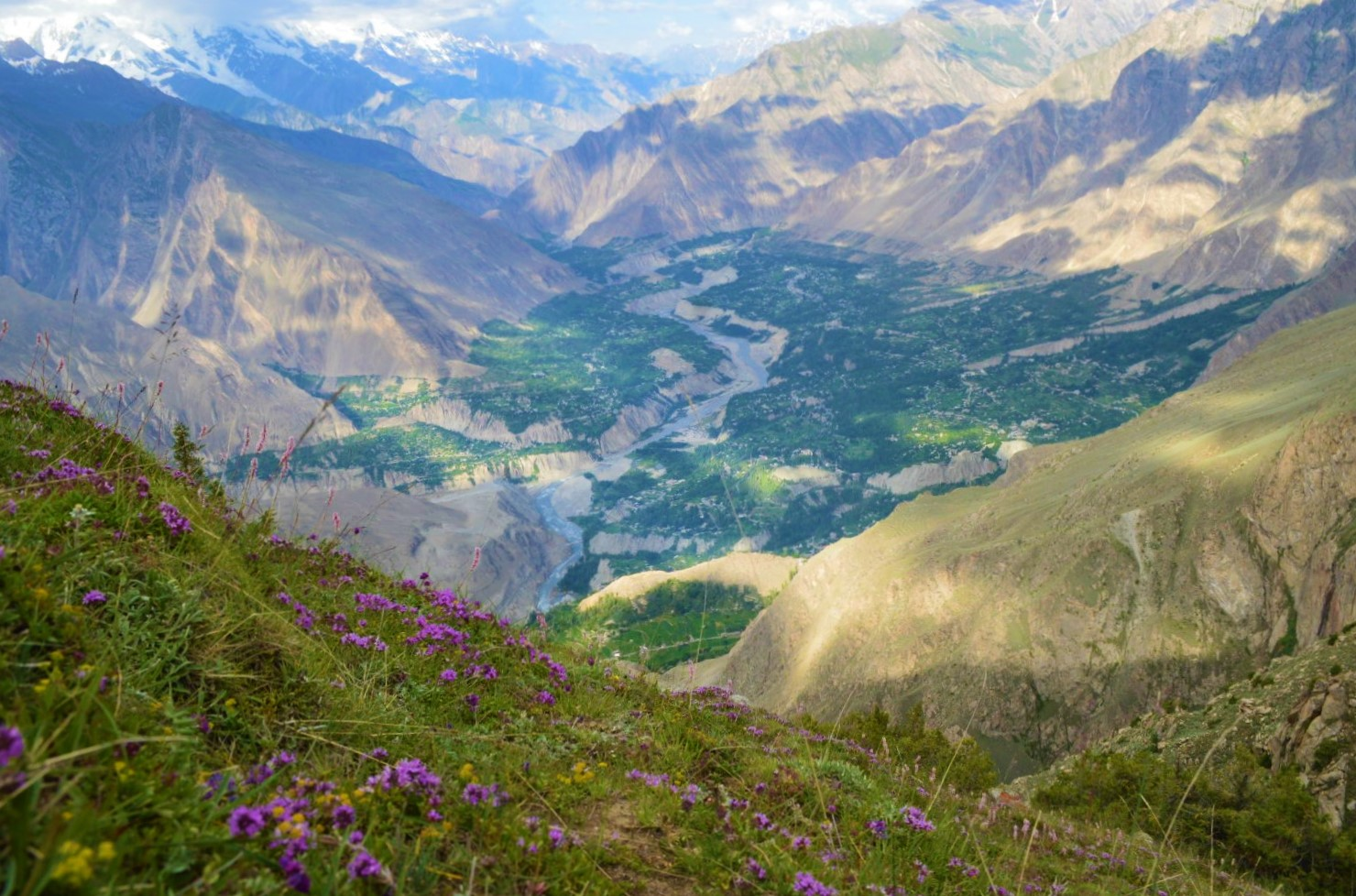
Widok z łąk ponad Altit na Hunzę i Nagir

## Mieszkańcy

### Nazwa
W księstwie Hunzy, a szerzej w całej dolinie rzeki Hunzy, której mieszkańcy od pokoleń są wielojęzyczni, kwestie etnicznej identyfikacji są skomplikowane i prowadzą do językowych wieloznaczności, co szczegółowo opisuje węgierski antropolog László K. Csáji. Rozmaitość etnonimów, nawiązujących albo do języka albo do terytorium, ma podłoże historyczne. Hunzakuts, lub w innym zapisie Hunzakuċ, to mieszkaniec lub mieszkańcy Hunzy jako księstwa albo jako Doliny Hunzy. Burúśin to Burusz, czyli osoba posługująca się językiem buruszaski jako pierwszym językiem. Buruszowie (bsk. Burúso) od co najmniej XV w. zamieszkują nie tylko centralną część Doliny Hunzy, dawne księstwa Hunzy i Nagiru, ale i dolinę rzeki Yasin. Bericho to nieautochtoniczny mieszkaniec Hunzy, dawnego księstwa lub dzisiejszego dystryktu. Nagérkuts (Nagérkuċ) to mieszkaniec Nagiru jako dawnego księstwa lub dzisiejszego dystryktu, a Werchikwr to mieszkaniec doliny Yasin, w której głównym językiem zawsze był buruszaski. Określenie siebie jednym z powyższych etnonimów lub innym nawiązującym do języka – np. jako Wakhi (Wach) czy Shinaki (mówiący językiem szina) – zależy według L.K. Csáji od tego, kto, do kogo i w jakiej sytuacji mówi. Niemniej jednak nawet dla samych użytkowników te określenia pozostają niejednoznaczne.
Ponadto dawni sąsiedzi księstwa Hunzy określali je także Biltum, Khajuna lub Kanjut. Te dwa ostatnie są chińskiej proweniencji, ale weszły do powszechnego użycia w Europie w XIX w. za sprawą podróżników, którzy poznawali Hunzę poprzez Chiny. Mianem Kanjút określali Buruszów także Wachowie i mieszkańcy rejonu Sirikol, natomiast oni sami nigdy się nim nie posługiwali. Spolszczona wersja tej nazwy jako Kandżut weszła do obiegu w polskim piśmiennictwie dzięki publikacji drugiego tomu relacji podróżniczych Bronisława Grąbczewskiego Podróże (Warszawa, 1924-1925), zatytułowanego Przez Pamiry i Hindukusz do źródeł rzeki Indus. Także tom VII tzw. encyklopedii Gutenberga podaje hasło „Kandżut”, ale zawarte w nim informacje nie są dokładne. Polskie tłumaczenie relacji Gabriela Bonvalota z podróży odbytej w latach 1885-1886 Przez Kaukaz i Pamir do Indii, wydane w 1986 r., podaje zgodnie z kontekstem historycznym nazwę księstwa Hunzy jako Kandżut, dla jego mieszkańców stosuje jedynie określenie „mieszkańcy Kandżutu”, a władcę nazywa „chanem Kandżutu”. W brytyjskiej literaturze okresu Imperium Brytyjskiego pojawiało się określenie Kanjutis odnośnie do mieszkańców Doliny Hunzy (którą zresztą zwano czasem Kanjut Valley) i stosowane było obok potocznych i nieprecyzyjnych takich nazw jak Hunzas czy Nagirs / Nagiris.
Do mieszkańców (mieszkańca) zarówno dawnego księstwa Hunzy, jak i Doliny Hunzy (także dzisiaj), najogólniej odnosi się określenie Hunzakuts lub Hunzakuċ i w tym brzmieniu stosowane jest w literaturze naukowej zarówno w kontekście historycznym jak i współczesnym.

### Struktura społeczeństwa i władzy
Niezmienną cechą społeczeństwa Hunzy był jego sztywny klasowy charakter, oparty na praktycznie nieprzenikających się nawzajem warstwach społecznych i na klanach rodowych (bsk. moór). (Por. „Słownictwo” historyczne w tabeli poniżej.) Przez cały okres pięciu wieków istnienia księstwa władzę w nim pełnili potomkowie z dynastii nazwanej przez nich Ayáśo, czyli niebiańska, pochodząca z nieba. Władca nazywał się tham, a od 1891 r. mīr, tak też był tytułowany. Tytułem w języku buruszaski, tham, przestano się posługiwać po ucieczce z Hunzy thama Safdara Ali (Por. „Ostatni władcy dynastii Ayáśo” historyczne w zestawieniu poniżej.), dla jego następcy i kolejnych książąt przyjmując perski tytuł mīr. Każdy z władców rządził w oparciu o licznych wielmożów (bsk. guśpúr i uyóṅko) i pozostawał od nich zależny. Ponadto wpływ na rządy miał jego najważniejszy doradca – wezyr (bsk. wazīr), a jego ród (bsk. wazīrkuċ) należał do warstw uprzywilejowanych. Członkowie tych warstw i ich liczne rodziny byli utrzymywani z podatków i innych bezpośrednich dochodów księstwa, w zamian za co pełnili, często tytularne, funkcje urzędnicze. Przeważająca część terenów uprawnych należała do klanów rodowych z warstw wokół thama i wezyra. Pozostała część społeczeństwa, rolnicy i pasterze, była zobowiązana do płacenia podatków, głównie w naturze, i wykonywania nieodpłatnie prac na rzecz społeczności (bsk. rajaáki), np. budowy kanałów irygacyjnych. Niższą grupą społeczną byli baldákuyo, zatrudniani sezonowo i nieodpłatnie jako tragarze, a wcześniej także przy płukaniu w rzece Hunzie złota. Do najniższej, wyłączonej z wszelkich przywilejów warstwy, pogardliwie nazywanej bériċo, należeli kowale i muzycy. Rozdział przywilejów i przynależność do grupy społecznej przebiegała też wzdłuż podziałów językowych: grupy stojące najwyżej na drabinie społecznej składały się tylko z Buruszów, acz thamowie brali za żony kobiety z innych pobliskich krain. Z przywileju pełnienia urzędów (czyli dostępu do klasy uyóṅko) praktycznie wyłączeni byli Wachowie i osiedleńcy, których językiem ojczystym był szina.

### Religia
Ismailizm dotarł do doliny Hunzy, według miejscowej tradycji, w XIV w. z Badachszanu wraz z podbojem Hunzy przez mogulskiego wodza Tag Mogula. Pierwszym władcą, o którym wiadomo, że przyjął ismailizm był Silum Chan III, a jego pogrzeb był pierwszym w Hunzie odprawionym według rytu ismailickiego. Według innych źródeł Hunzakuc przyjęli wyznanie szyickie w XVI w., a na przełomie XVIII i XIX w. przeszli (lub zostali nawróceni) na ismailizm. Wiadomo natomiast, że za oficjalną religię ismailizm ogłosił tam Ghazanfar Ali Chan w 1838 r. Relacje przynależności religijnej utrzymały się przez cały okres istnienia księstw Hunzy i Nagiru w tych samych proporcjach: niemal wszyscy mieszkańcy Nagiru (Nagarkuc) i Ganeshu, prawobrzeżnego i należącego do Hunzy terenu na południe od Baltitu, (Ganeshkuc) to imamici (dwunastowcy), podczas gdy Hunzakuc to ismailici. Przez całe swoje dzieje księstwo Hunzy pozostawało w zasadzie wolne od konfliktów na tle religijnych. Mimo powszechnej religijności wśród mieszkańców Hunzy zachowały się pewne rytuały szamańskie. Ani w Hunzie ani w Nagirze nie rezydował przedstawicieli ismailickiego duchowieństwa, a najbliższy pīr miał okresowo siedzibę w Gilgitcie, a także w Chitralu, Ghizer i in., co tłumaczono m.in. ograniczonymi środkami finansowymi księstw. Polityczny wpływ religii był w księstwie ograniczony. Bezpośrednie kontakty z agą chanem, duchowym przywódcą (imamem) ismailitów, nastąpiły po objęciu władztwa w księstwie przez Nazima Chana w marcu 1892 r. Dopiero od tego czasu miało miejsce regularne płacenie dziesięciny, także w złocie, imamowi w Bombaju. W ostatnich dwóch dekadach istnienia księstwa osobiste poparcie aga chanów, a od 1967 r. prowadzonej przez nich Aga Khan Foundation, w ogromnym stopniu przyczyniły się do rozwoju szkolnictwa, opieki zdrowotnej i poziomu życia w księstwie.

### Wielkość populacji
Przybliżoną liczbę mieszkańców można podać dopiero na połowę XIX w., gdy Hunzę zaczęli odwiedzać brytyjscy badacze i podróżnicy, ale i o późniejszych danych mówi niemiecki antropolog i geograf Hermann Kreutzmann, że nie są dokładne. Według opracowanych przez niego danych przyrost ludności w Hunzie miał się następująco:

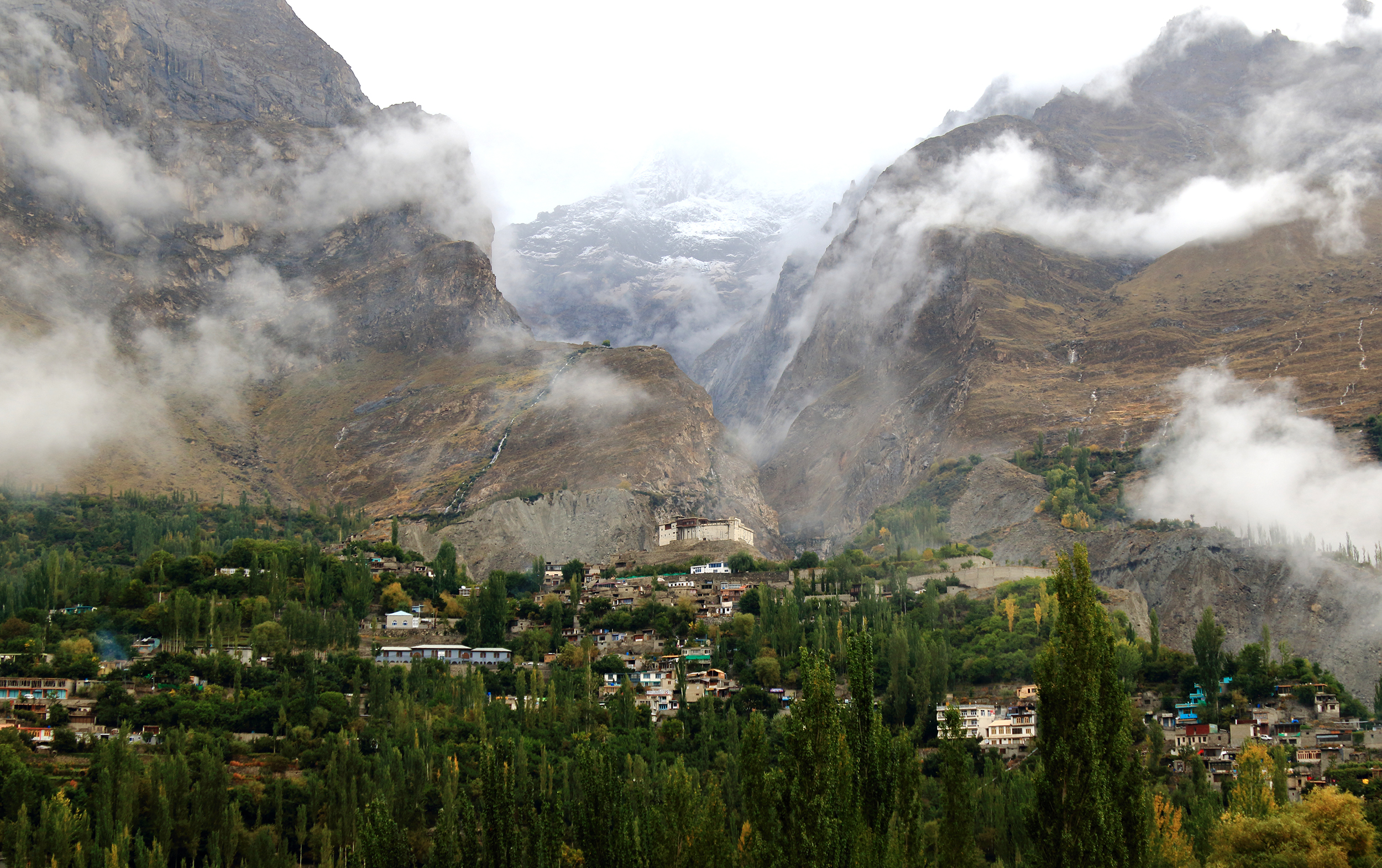
Baltit Fort na wzniesieniu ponad dawną wioską Baltit (obecnie Karimabad)

| Przyrost ludności w księstwie Hunzy |                    |
| Rok                                 | Liczba mieszkańców |
| 1880                                | ok. 6 tys.         |
| 1896                                | 8868               |
| 1901                                | 8667               |
| 1911                                | 10126              |
| 1921                                | 12117              |
| 1931                                | 13241              |
| 1941                                | 15341              |
| 1951                                | 15691              |
| 1961                                | 21291              |
| 1972                                | 26544              |

## Stolica

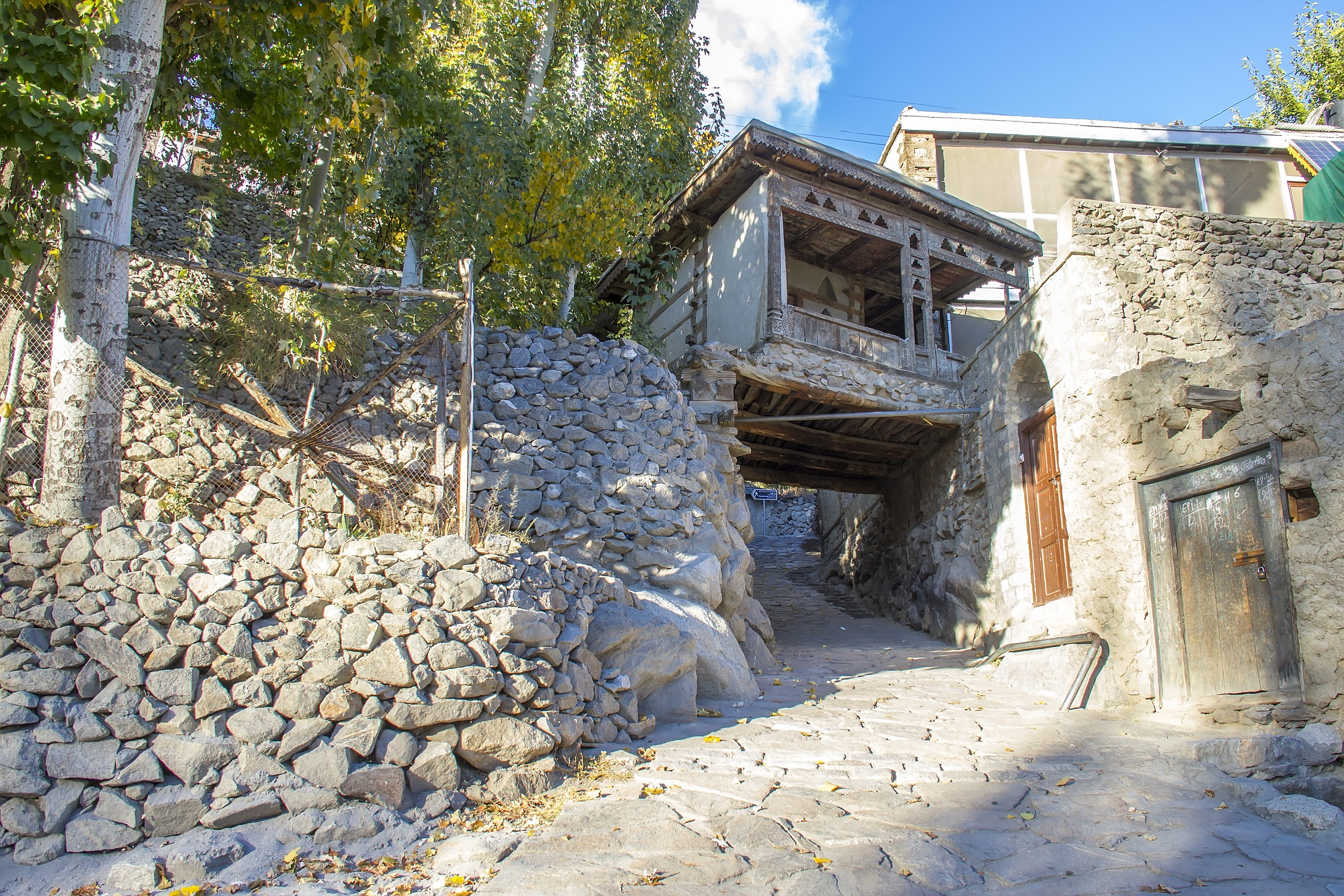
Uliczka w Karimabad, prowadząca do Baltit Fort.

Ośrodkiem władzy i administracji księstwa była ufortyfikowana wieś Baltit, w której na wzniesieniu moreny stał obronny Baltit Fort, siedziba thama. Budowa tej twierdzy ma przypadać na początki XV w., kiedy na to miejsce przeniósł się z siedziby w Altit jeden z dwóch synów ówczesnego thama. Baltit Fort pozostał siedzibą władców Hunzy do 1945 r., kiedy mīr Jamal Chan przeniósł się do nowego pałacu w niższej części Baltitu. Do rozbudowy nowej rezydencji w znacznej mierze przyczyniła się pomoc finansowa Aga Chana III. Pozostał on siedzibą ostatniego mira Hunzy aż do jego śmierci w 1976 r. Dla uhonorowania Aga Chana IV i utworzonej przez niego agencji rozwoju Aga Khan Development Network w 1976 r. przemianowano Baltit na Karimabad.

## Godło
Hunza i jej władcy od najwcześniejszego okresu mieli w godle łuk i strzałę. Kontury ośnieżonych gór mają kilka wersji. Sylwetkę lwa, trzymającego w pysku drzewce z rozpostartą flagę, wprowadził, jak się sądzi, mir Jamal Chan, ostatni władca Hunzy. Półksiężyc i gwiazdę dodano do flagi Hunzy po włączeniu jej jako dystryktu w granice Pakistanu po 1974 r. Godło Hunzy, składające się z flagi na maszcie wspartym o wstęgę z napisem Hunza State, a więc bez lwa, symbolizuje epokę po odsunięciu od władzy dynastii Ayśo.

## Historia

### Okres przedkolonialny
Hunza i Nagir, leżące na przeciwległych brzegach rzeki Hunzy, były od początku swoich dziejów niezależne politycznie, doraźnie tylko deklarując lojalność wobec sąsiadujących władztw Kaszmiru i chińskiegoTurkiestanu. Przytaczana bywa opowieść o XV-wiecznej rywalizacji dwóch książęcych synów, protoplastów linii dynastycznych w Nagirze (dynastia Moghlot) i w Hunzie (dynastia Ayáśo). O wojowniczych relacjach między księstwami świadczy obronny charakter ich wiosek, zwanych khan. Antagonizmy były okresowo zażegnywane, m.in. poprzez małżeństwa między domami panującymi. W połowie XIX w. mieszkańcy Hunzy mieszkali w trzech khana (Ganesh, Altit i Baltit) i zajmowali się rolnictwem na zasilanych potokami lodowcowymi sztucznych tarasach, wypasem i łowiectwem. W sumie nie zapewniało im to jednak egzystencji, szczególnie zimą Hunzakuc skazani byli na okresy niedostatku, a nawet głodu. Dodatkowym i ważnym źródłem dochodu były systematyczne napady na karawany podążające szlakiem jedwabnym przez przełęcze (Kilik, Mintaka, Khunjerab) nad Doliną Hunzy. Rabowano towary i brano w niewolę ludzi, których odsprzedawano jako niewolników po chińskiej stronie Karakorum. W górskich rzekach płukano także niewielkie ilości złota.
Kilkutysięczną ludność Hunzy skonsolidował w księstwo pod koniec XVIII w. tham Silum Chan III (zwany też Salim Chan). Rozbudowano kanały irygacyjne i powiększono tereny uprawne wokół osad obronnych. Do wzrostu liczby mieszkańców przyczyniła się dodatkowo migracja z sąsiednich dolin, osiedlili się m.in. Wachowie. Za panowania Salima Chana rozszerzono też pokojowe kontakty z chińskim Kaszgarem (którego zwierzchniość Hunza bez protestu uznawała), zachowując kontrolę nad wiodącymi przez przełęcze trasami handlowymi. Politykę tę kontynuował jego syn Ghazanfar Chan. Okres także jego rządów cechowało twarde egzekwowanie podatków oraz regularne napady na karawany i prowadzenie handlu niewolnikami, co były źródłem dochodu niezbędnym do utrzymania rozległej warstwy wielmożów i ich rodzin. Ghazan Chan nie cieszył się też zaufaniem Brytyjczyków ze względu na powiązania z chińską prowincją i uznawanie chińskiego imperium za suzerena Hunzy.

### Okres w obrębie Imperium Brytyjskiego
Księstwa Hunza i Nagir ze względu na położenie znalazły się w centrum Wielkiej Gry prowadzonej między graniczącymi z ich terytorium trzema imperiami: brytyjskim, chińskim i rosyjskim. Hunza i Nagir były niezależnymi państewkami, czego nie naruszały płacone maharadży Dżammu i Kaszmiru trybuty. Tham Hunzy nie godził się np. na obecność kaszmirskich posterunków czy urzędników maharadży w Dolinie Hunzy. Utworzona w 1877 r. za zgodą maharadży Ranbira Singh w Gilgicie brytyjska agentura (Gilgit Agency) miała za zadanie m.in. monitorować działalność księstw na terenach granicznych i rozwój sytuacji międzynarodowej na karakorumskich i pamirskich przełęczach. Brytyjczykom znane były kontakty władcy Hunzy Safdara Ali Chana i władcy Czitralu z Rosją. Zaniepokojenie budziła też sytuacja wewnętrzna w Hunzie: w 1886 r. Safdar Ali Chan objął władzę w księstwie po zamordowaniu swoich trzech braci i ojca Ghazan Chana, dotychczasowego thama Hunzy. W 1888 r. Hunzakuc po raz kolejny napadli zbrojnie na posterunki kaszmirskie w niższej partii Doliny Hunzy. Wzmagało się też oburzenie na ich napaści na karawany, ograbianie podróżnych i uprowadzanie jeńców na sprzedaż. Innego rodzaju powodem do obaw okazały się świadectwa o bliskich kontaktach, także korespondencji, władców Hunzy i Nagiru zarówno z Rosją, jak i z Chinami. Brytyjski Political Agent w Gilgicie Algernon Durand wszedł w sierpniu 1889 r. w układ z władcą Hunzy, na mocy którego w zamian za roczną pensję dla thamów, Hunza i Nagir zaprzestaną zbójeckich napadów, wycofają się z politycznych związków z Rosją i Chinami oraz zgodzą na budowę w dolinie drogi od Gilgitu do Hunzy. Kiedy władca Hunzakuc nie dotrzymywał żadnego z warunków, postanowiono w połowie 1891 r. przystąpić do budowy drogi, a ewentualne protesty przełamać akcją militarną. Do rozstrzygającej bitwy o ufortyfikowaną nagirską wioskę Nilt doszło 2 grudnia. Zdobyto ją po zaciekłym oporze i ucieczce obrońców. Przez kolejne dwa tygodnie Brytyjczycy ze zmiennym powodzeniem atakowali kolejne wioski forty, by w końcu złamać opór ich obrońców. kapitulację Nagiru i fortu Baltit przyjęto 20 grudnia w stolicy Hunzy. Tham Safdar Ali Chan uciekł dzień wcześniej obładowany kosztownościami w stronę chińskiej granicy.

#### Rządy Nazima Chana i jego syna
Brytyjczycy wyznaczyli Ali Nazima Chana (przyrodniego brata Safdara Ali) na nowego władcę Hunzy. Po oficjalnej nominacji przez maharadżę Kaszmiru, Hunza weszła jako księstwo w obręb Gilgit Agency. Nad sytuacją w Hunzie prawie do końca 1894 r. czuwał oficer polityczny F.E. Younghusband, a do 1897 r. w rejonie stacjonowały brytyjskie oddziały wojskowe. W kolejnych dekadach władca Hunzy deklarował lojalność wobec Political Agent w Gilgicie, utrzymywał jednak nadal kontakty z Chinami, co nie uchodziło uwagi władz kolonialnych. Wspierany przez Brytyjczyków Nazim Chan opowiedział się za polepszeniem poziomu życia Hunzakuc: przystąpiono do rozbudowy kanałów irygacyjnych, zakładania nowych tarasów pod uprawy, budowano drogi i osiedla domów poza granicami obronnych wiosek. Hunza płaciła maharadży Kaszmiru symboliczny roczny trybut w złocie, w zamian za co mīr i jego wezyr otrzymywali wsparcie finansowe (po połowie od Kaszmiru i od rządu w indyjskiego) o wartości piętnastokrotnie wyższej od trybutu.
Nazim Cham zwiększył obciążenia wynikające z pracy przymusowej i opodatkowania, acz nierównomiernie: z ulgami dla Buruszów i mieszkańców Shinaki oraz dodatkowymi ciężarami dla mieszkańców Gojalu. Dążył też do ograniczenia nadmiernych wpływów wezyra Humayuna Bega i jego klanu nie tylko dlatego, że spiskowali przeciwko niemu, ale i ze względu na koszty utrzymania rozległego rodu wezyra (Tarakuċ). W pierwszej dekadzie XX w. pozycja mira Nazima Chana na tyle się umocniła, że układ władzy między mirem a wezyrem nabrał, w ocenie Gilgit Political Agency, równowagi. Śmierć wezyra w 1916 r. stworzyła mirowi Nazimowi Chanowi okazję do stania się władcą autorytarnym.
Jako narastający problem we władztwach Hunzy i Nagiru władze kolonialne w Kaszmirze dostrzegały w licznej warstwie uprzywilejowanych guśpúr, którzy nie wykonywali żadnej pracy oprócz pełnienia funkcji urzędniczych, przy czym oni i całe ich rodziny były utrzymywane przez lokalną społeczność. Jednym ze źródeł dochodu był powstający w Dolinie Hunzy ruch turystyczny, na obsługę którego miał monopol mir, właściciel jedynego w całej dolinie „zajazdu”, oraz członkowie elity władzy, na których spoczywały obowiązki związane z organizacją noclegów, wyżywienia, zwierząt jucznych itp.; czerpali z tego oczywiście odpowiednie dochody. Tragarze wynajmowani przez ekspedycje górskie i badawcze, wywodzący się z najniższej warstwy społecznej baldákuyo, nie otrzymywali żadnej zapłaty, gdyż ich pracę uważano za obowiązek w ramach pracy przymusowej na rzecz całej społeczności. Aby zatem dostarczyć innych możliwości dochodu, z inicjatywy Gilgit Agency opracowano plan objęcia 640 mężczyzn z obu księstw czasową i stałą służbą wojskową w Gilgit Scouts. Ponieważ była ona płatna, mirowie nalegali, by dostęp do niej mieli jedynie synowie wielmożów z warstw uprzywilejowanych.
W latach 1934 i 1935 miały miejsce trzy śluby pomiędzy członkami rodów rządzących w Hunzie i Nagirze: wnuk Nazima Chana Jamal pojął za żonę córkę mira Nagiru Sikandara, trzeci syn Sikandara Chana poślubił córkę Nazima Chana i w 1935 r. odbył się ślub córki najstarszego syna Nazima Chana mīrzāda Ghazana Chana z czwartym synem mira Nagiru. Nigdy dotąd tak silne więzy nie spajały obu, tradycyjnie ze sobą walczących rodów. W obrębia własnej elity władzy Nazim Chan trwał w konflikcie z kolejnym wezyrem, którego wbrew oczekiwaniom Political Agent zdymisjonował w listopadzie 1935 r. i zastąpił nowym, nienależącym do żadnego z rdzennych rodów Hunzy.
Badaniem układów władzy w księstwie, jego historią i językami zajmowało się wielu badaczy odwiedzających w latach 30. XX w. Dolinę Hunzy. Byli między nimi wybitny brytyjski językoznawca David L.R. Lorimer, autor jednych z pierwszych całościowych opracowań języków buruszaski i wachański, oraz jego żona Emily Overend Lorimer, której wspomnienia z podróży po Hunzie, drukowane w popularnych magazynach, przyczyniły się do powstania wyidealizowanego obrazu księstwa. Zgoła odmienny ton miały relacje Reginalda Schomberga, emerytowanego brytyjskiego wojskowego, dyplomaty i szpiega, szczegółowo i bardzo krytycznie opisujące układy autorytarnej władzy mira Hunzy, skostniałe i niesprawiedliwe stosunki społeczne oraz niezdrową sytuację ekonomiczną księstwa. W 1931 r. gośćmi mir Nazima Chana była francuska transkontynentalna ekspedycja Croisière Jaune, promująca najnowsze pojazdy marki Citroën; towarzyszył jej rosyjski malarz Aleksander J. Jakowlew, który w jej trakcie sporządził różnymi technikami (rysunek węglem, sangwina, olej, akwarela) ponad sto pejzaży, scen rodzajowych i portretów, także w Hunzie.
W marcu 1935 r. maharadża Kaszmiru Hari Singh oddał Brytyjczykom w dzierżawę na 60 lat część Gilgit Agency na północ od rzeki Indus, przez co księstwa Hunzy i Nagiru znalazły się pod bezpośrednią kontrolą Gilgit Agency. Na dwa lata przed śmiercią w lipcu 1938 r. Nazim Chan zdołał sporządzić dzięki pomocy wnuka Jamala Chana (sam był niepiśmienny) autobiografię, którą wkrótce przełożono na angielski. Jej wartość faktograficzną H. Kreutzmann komentuje jako pełną sprzeczności i przekłamań. W sumie jednak 46 lat jego rządów oceniano pozytywnie jako okres stabilny politycznie i społecznie, w miarę dostatni i w pełni zgodny z oczekiwaniami administracji kolonialnej. Z tym większymi obawami oczekiwano rządów jego syna i następcy Ghazana Chana. Powszechny sceptycyzm co do jego zdolności do pełnienia funkcji władcy kraju, uprawiony wiedzą o jego trwającej od lat chorobie alkoholowej, znalazł potwierdzenie w trakcie siedmiu lat jego rządów, które H. Kreutzmann nazywa „żenującym interregnum”. Okazał się zdolny jedynie do zarządzania schedą po ojcu, ale nie do jej wzbogacenia czy rozwoju samego księstwa. Pod koniec życia zaprzestał sprawowania urzędu i przeniósł swą siedzibę do Gulmitu, gdzie zmarł w maju 1945 r. Jeszcze jesienią 1944 r. przekazał sprawy księstwa na ręce syna Jamala Chana, który w listopadzie 1945 r. został ostatnim, jak się okazało, mirem Hunzy.

### Okres w obrębie Pakistanu 1947-1974
Jamal Chan wzorował się w prowadzeniu księstwa na swoim dziadku Nazimie Chanie, a głównym doradcą uczynił swego brata Ayasha Chana. Kiedy wraz z przyznaniem w 1947 r. niepodległości krajom wchodzącym w skład dawnych Indii Brytyjskich nastąpił podział na „hinduskie” Indie i „muzułmański” Pakistan, mirowie Hunzy i Nagiru dobrowolnie opowiedzieli się za wejściem w granice tego drugiego. Formalny akt akcesji, podpisany 19 listopada 1947 r., cedował na państwo pakistańskie prowadzenie polityki w kwestiach międzynarodowych i obronnych, przy zachowaniu przez mirów pełni władzy nad sprawami wewnętrznymi księstw. Polityka Pakistanu zmierzała do stopniowej integracji księstw z resztą kraju. Wycofano się ze wspierania materialnie władców i ich rodzin. Mir utracił prawo do ograniczania swobody poruszania się swoich poddanych, czego rezultatem była fala emigracji najpierw w rejon Gilgitu, a następnie w dalsze regiony Pakistanu aż po Karaczi. Zaczęto korzystać z możliwości zatrudnienia poza rolnictwem, jak np. w przemyśle portowym i policji, a także szukać możliwości kształcenia i prowadzenia samodzielnych interesów poza Hunzą. Stopniowo upadał feudalny system pracy przymusowej. Od połowy lat 50. XX w. wzrastała liczba osób zatrudnionych w armii pakistańskiej.
Ruch turystyczny w Dolinie Hunzy pozostawał w rękach elity rządzącej Hunzą, której znaczne dochody przynosiło m.in. obsługiwanie wypraw badawczo-eksploracyjnych i sportowych, przy czym powszechne były narzekania na nieudolność świadczonych usługi oraz na zawyżanie stawek i cen. Międzynarodowego rozmachu nabierała równocześnie strategia marketingowa promująca turystykę w Dolinie Hunzy poprzez szerzenie mitu o długowieczności Hunzakuc, rzekomo autarkicznej gospodarce Hunzy, braku biedy i biedaków, braku przestępstw i bezgranicznym zadowoleniu poddanych z rządów mira Jamala Chana. Wizerunek szczęśliwych i „zdrowych Hunzów” okazał się, jak pisze H. Kreutzmann, wartościowym argumentem marketingowym, który przetrwał parę dekad.
Unowocześnienie gospodarki księstwa Hunzy i trwalszy wzrost poziomu życia przyniósł patronat Agi Chana III, Sultana M. Shaha, a w jeszcze większym stopniu jego następcy Agi Chana IV Karim al-Hussaini, który jako pierwszy imam osobiście odwiedził Hunzę w październiku 1960 r. Powstała w 1967 r. Aga Khan Foundation inicjowała, koordynowała, a przede wszystkim finansowała takie projekty rozwojowe jak budowę szkół dla dziewcząt i chłopców (co przyczyniło się do ograniczenia analfabetyzmu), tworzenie systemu opieki zdrowotnej, budownictwo oraz usługi sektora finansowego i ubezpieczeniowego.
Jednocześnie od połowy lat 60. XX w. pogłębiał się rozziew między elitą władzy a oczekiwaniami modernizującego się społeczeństwa. Szczególnie młodsze, wykształcone pokolenie oraz Hunzakuc mieszkający poza Hunzą, np. robotnicy w Karaczi, przestawało identyfikować się z panującymi w kraju feudalnymi tradycjami i systemem władzy. W marcu 1967 r. przedłożono Jamalowi Chanowi formalny protest przeciwko systemowi sprawowania władzy opartemu na prywacie, sprzeniewierzaniu społecznych funduszy, przywilejach dziedzicznej elity i wyzyskowi obywateli spoza elity władzy. Wraz z demonstracjami w marcu 1969 r. w Karaczi powstał ruch Hunza & Nagar Liberation Movement i był aktywny aż do rozwiązania obu księstw: Nagiru w 1972 r., a Hunzy w 1974 r. W ciągu tych kilku lat społeczeństwo Hunzy podzieliło się na partię obrońców mira i dotychczasowej instytucji księstwa – należała do niej większość dziedzicznych beneficjentów systemu, arġúndaro i guśpúr – oraz zwolenników reformy systemu politycznego, której domagali się stronnicy propagowanych w tamtym czasie w Pakistanie przez Zulfiqara Ali Bhutto ideologii socjalistycznych i reformy rolnej. Oddział Pakistańskiej Partii Ludowej powstał w Hunzie w 1972 r. Jamal Chan nie ogarniał już sytuacji w kraju, nie rozumiał problemów jego mieszkańców, nie potrafił więc ich rozwiązać. Próbę opanowania kryzysu politycznego podjęła Ismailicka Rada Regionalna (Ismaili Regional Council) pod przywództwem wezyra Sajidullaha Bega, ale niczego nie wskórała wobec dynamicznie rosnącej opozycji. Dnia 24 września, tuż po odwiedzinach w Hunzie premiera Pakistanu Sulfiqara Ali Bhutto, ogłoszono dekret znoszący księstwo Hunzy jako odrębnego księstwa w granicach pakistańskich. Hunzę przemianowano na jednostkę administracyjną w obrębie dystryktu Gilgit (Gilgit District), wchodzącego w skład nowo utworzonego regionu Obszary Północne (Northern Areas), administrowanego przez Pakistan bez nadania mu statusu prowincji. Mira Jamala Chana przeniesiono w stan spoczynku na wojskową emeryturę jako generała majora Jamala Chana.

## Ostatni władcy dynastii Ayáśo
Istnieje kilka wersji drzewa genealogicznego rodu Ayáśo rządzącego dziedzicznie Hunzą przez cały okres istnienia księstwa od ok. XV w. Niniejsze zestawienie opiera się na opracowaniu Hermanna Kreutzmanna. Jako tytuł władców podano tham w języku buruszaski dla wcześniejszych władców i wywodzące się z perskiego mīr dla późniejszych, gdyż była to wersja powszechnie używana przez administrację brytyjską od mianowanego przez nią mīr Nazima Chana. Pominięto tu początkowe shah u pierwszych dwóch władców i zwyczajowe Muhammad przed imieniem późniejszych. Daty w nawiasach to okres sprawowania władzy.
- tham Silum Chan III 1759-1824 (1784-1824)
- tham Ghazanfar Chan (1824-1857)
- tham Ghazan Chan (1857-1886)
- mīr Safdar Ali Chan 1860-1931 (1886-1891)
- mīr Nazim Chan 1858-1938 (1892-1938)
- mīr Ghazan Chan (1938-1945)
- mīr Jamal Chan 1911-1976 (1947-1974)

Rozpoczynający tę listę jest jednym z trzech thamów o tym samym imieniu, bywa też nazywany Salim Chan. Rok, w którym objął władzę w Hunzie jest różnie podawany. Przez historię rodu panującego w Hunzie przeplata się krwawy wątek morderstw, który H. Kreutzmann tak komentuje: „Ilość książąt i członków rządzącej elity była w Hunzie utrzymywana zawsze na niskim poziomie, gdyż synowie na drodze do objęcia rządów w kraju przejawiali skłonność do zgładzania swoich ojców, wujów i/lub braci”. Według drzewa genealogicznego rodu rządzącego Hunzą od Khistau Chana (ojca Silum Chana), sporządzonego w 1895 r. przez brytyjskiego oficera i badacza Hindukuszu George'a K. Cockerilla, spośród 21 męskich potomków 11 zostało zamordowanych przez bliskiego krewnego w walce o wpływy i władzę. Imiona żon władców nie są wspominane w drzewach genealogicznych Hunzakuc, najwyżej region lub księstwo, z którego pochodziły.

## Słownictwo
| Słownictwo, także historyczne, dot. Doliny Hunzy                                                    |                               |           |                                                           |                     |                                      |            |                                                                                 |
| | polski ekwiwalent             | język(i)* | znaczenie                                                 |                     | polski ekwiwalent                    | język(i)*  | znaczenie                                                                       |
| amir                                                                                                | władca                        | P, W      |                                                           | khan                | chan                                 | P, U       | tytuł honorowy, przywódca                                                       |
| arbāb                                                                                               | starszy wioski                | A, P      |                                                           | khan, khanánċ       | wioska obronna; wioski obronne       | B          | bronna wioska lub osada w Hunzie                                                |
| Ayśo                                                                                                | dynastia Ayśo                 | B         | 'niebiańska' – nazwa dynastii rządzącej księstwem Hunza   | mál-i-sarkár        | dziesięcina                          | P          | dziesięcina płacona przez izmailitów Adze Chanowi                               |
| baldákuyo                                                                                           | tragarz                       | B         | zatrudniony okresowo i nieodpłatnie                       | mīr                 | książę                               | B, P       | władca księstwa, państewka; przysługujący mu tytuł                              |
| burū́šaskī                                                                                           | język buruszaski              | B         |                                                           | mīri                | warstwa rządząca                     | P          |                                                                                 |
| Buruśin                                                                                             | Burusz                        | B         | osoba, której pierwszym językiem jest buruszaski          | mīrzāda             | następca tronu książęcego            | P          |                                                                                 |
| Burúso                                                                                              | Buruszowie                    | B         | osoby, których pierwszym językiem jest buruszaski         | Nagarkuċ (Nagákuts) | mieszkaniec, mieszkańcy Nagiru       | B          |                                                                                 |
| daswān                                                                                              | dziesięcina                   | H, U      |                                                           | pīr                 | pir                                  | P, U       | dostojnik lub duchowny izmailicki                                               |
| Ḍom briċo (neg.)                                                                                    |                               | B         | najniższa warstwa społ., osoba z tej warstwy              | Qaśgaregan          | Karakorum Highway                    | B          | droga prowadząca do Kaszgaru                                                    |
| girám                                                                                               | teren wiejski                 | B         | osiedle, teren wiejski na zewnątrz ufortyfikowanej wioski | rajaáki             | praca przymusowa                     | B          | nieodpłatna, nakazana przez władcę praca na rzecz społeczności                  |
| guśpúr                                                                                              | szlachcic, możny              | B         | członek dziedzicznej warstwy uprzywilejowanej             | rāni                | małżonka księcia                     | H, U       | żona władcy księstwa                                                            |
| Hunzakuċ (Hunzakuts)                                                                                | mieszkaniec, mieszkańcy Hunzy |           |                                                           | roóm                | klan                                 | B          | grupa o współnym rodowodzie                                                     |
| imām                                                                                                | imam                          | A, P      | przywódca religijny                                       | sarkār, sǝrkór      | władza                               | P, U, W    | zwierzchnictwo najwyższej instancji                                             |
| imām-barga, imām-bārā                                                                               | meczet                        | A, P      | meczet szyicki                                            | shī'a               | szyizm                               | P          | islam szyicki                                                                   |
| ishan, īshān                                                                                        | izmailickie duchowieństwo     | R, P      |                                                           | tham, thamo         | książę                               | B          | władca w Hunzie lub Nagirze; przysługujący mu tytuł                             |
| ǰagīr                                                                                               | lenno                         | P, U      | teren oddany w lenno i wolny od podatków                  | thámkuṣ             | księstwo; elita władzy; arystokracja | B          | najwyższa dziedziczna warstwa uprzywilejowana                                   |
| jamáat                                                                                              | społeczność                   | B, W      | loklana społeczność, zebranie mieszkańców                 | traṅphá             | starszy wioski                       | B          |                                                                                 |
| jamáat khana                                                                                        | dom spotkań                   | B, W      | lokalne miejsce spotkań izmailitów                        | uyóṅko              | wielmoża; klasa wielmożów            | B          | dziedziczna warstwa uprzywilejowana, z której wywodzili się urzędnicy państwowi |
| jirga                                                                                               | rada                          | P, U      | zebranie starszych wioski                                 | wazārat             | dystrykt                             | A, P, U    |                                                                                 |
| kafir                                                                                               | niewierny                     | U         |                                                           | wazīr               | wezyr                                | A, P, B, U | naczelny doradca władcy księstwa; odpowiednik premiera                          |
| kār-i-begār                                                                                         | praca przymusowa              | P         |                                                           | wazīr-i-wazārat     | wezyr z ramienia maharadży Kaszmiru  | A, P, U    | reprezentant maharadży kaszmirskiegow dystrykcie Gilgitu                        |
| khái                                                                                                | wioska obronna                | B         | obronna wioska lub osada w dolinach Nagir i Yasin         | wazīrkuċ            | klan rodowy wezyra                   | B          | klan rodowy wezyra, z którego wywodzili się urzędnicy państwowi                 |
| * języki: A – arabski, B – buruszaski, H – hindi, P – perski, R – rosyjski, U – urdu, W – wachański |                               |           |                                                           |                     |                                      |            |                                                                                 |